# Matet (kommunhuvudort)
Matet är en kommunhuvudort i Spanien.   Den ligger i provinsen Província de Castelló och regionen Valencia, i den östra delen av landet, 280 km öster om huvudstaden Madrid. Matet ligger 617 meter över havet och antalet invånare är 132.
Terrängen runt Matet är kuperad, och sluttar söderut. Runt Matet är det ganska glesbefolkat, med 43 invånare per kvadratkilometer. Närmaste större samhälle är Onda, 17,9 km öster om Matet. 